# 레바디아코스 FC
레바디아코스 FC(그리스어: Α.Π.Ο. Λεβαδειακός)는 리바디아를 연고지로 하는 그리스의 프로 축구 클럽이다. 현재 수페르리가 엘라다에 소속되어 있다.
1961년 지역 클럽인 토로 포니오스와 파레우아디아키가 합병해 창단되었다.

## 선수 명단

### 현역
참고: FIFA 자격 규정에 따라 소속된 국가대표팀 국기를 표시합니다. 선수는 복수의 FIFA 비회원국 국적을 가지고 있을 수 있습니다.
| 번호 | 포지션 | 국적     | 이름            |
| ---- | ------ | -------- | --------------- |
| 11   | MF     |          | 기예르모 발지   |
| 18   | MF     | 키프로스 | 요안니스 코스티 |
| 23   | MF     | 알바니아 | 에니스 호카이   |

| 번호 | 포지션 | 국적   | 이름 |
| ---- | ------ | ------ | ---- |
| 90   | FW     | 앙골라 | 지니 |

## 역대 감독
| 감독                  | 임기        |
| --------------------- | ----------- |
| 알케타스 파나굴리아스 | 1991 ~ 1992 |
| 니코스 파파도풀로스   | 2024 ~      |